# أرنيرو
بلدية أرنيرو (بالإسبانية: Arnuero)‏، هي إحدى بلديات منطقة كانتابريا, المصنفة على أنها مقاطعة أيضاً، في شمال إسبانيا.
يبلغ عدد سكانها 1.900 نسمة وفقاً لإحصائية سنة (2002).